# 宇喜多秀正
宇喜多 秀正（うきた ひでまさ）は、江戸時代前期の人物。宇喜多秀高の嫡男。母は八丈島奉行奥山忠久（縫殿助）の娘。

## 生涯
慶安1年（1648年）、八丈島に配流となった備前岡山の大名・宇喜多氏の嫡家（宇喜多孫九郎家）の嫡男として生まれる。
秀正の生年に父秀高は没し、家督を相続する。
その後、優婆夷宝明神社の神職奥山宮内忠次（奥山忠久の次子）の娘マスを娶り、2男1女をもうける。
天和2年（1682年）6月27日、死去。享年35。
嫡家（宇喜多孫九郎家）は長男秀親が継承し、次男正忠は分家（浮田忠平家）する。